# Ambrosio Spinola

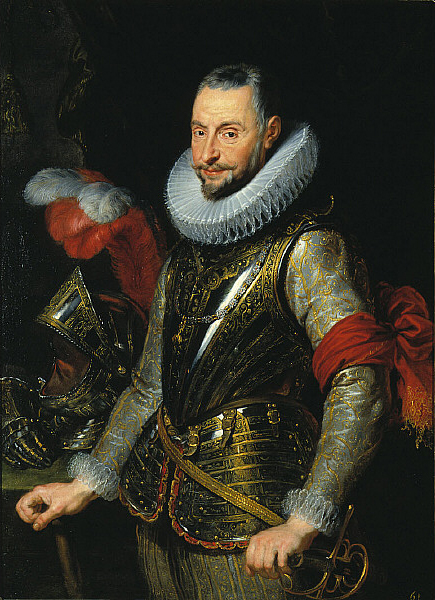
Peter Paul Rubens – Ambrogio Spinola (um 1630).
Spinolas Unterschrift:

Ambrosio Spinola

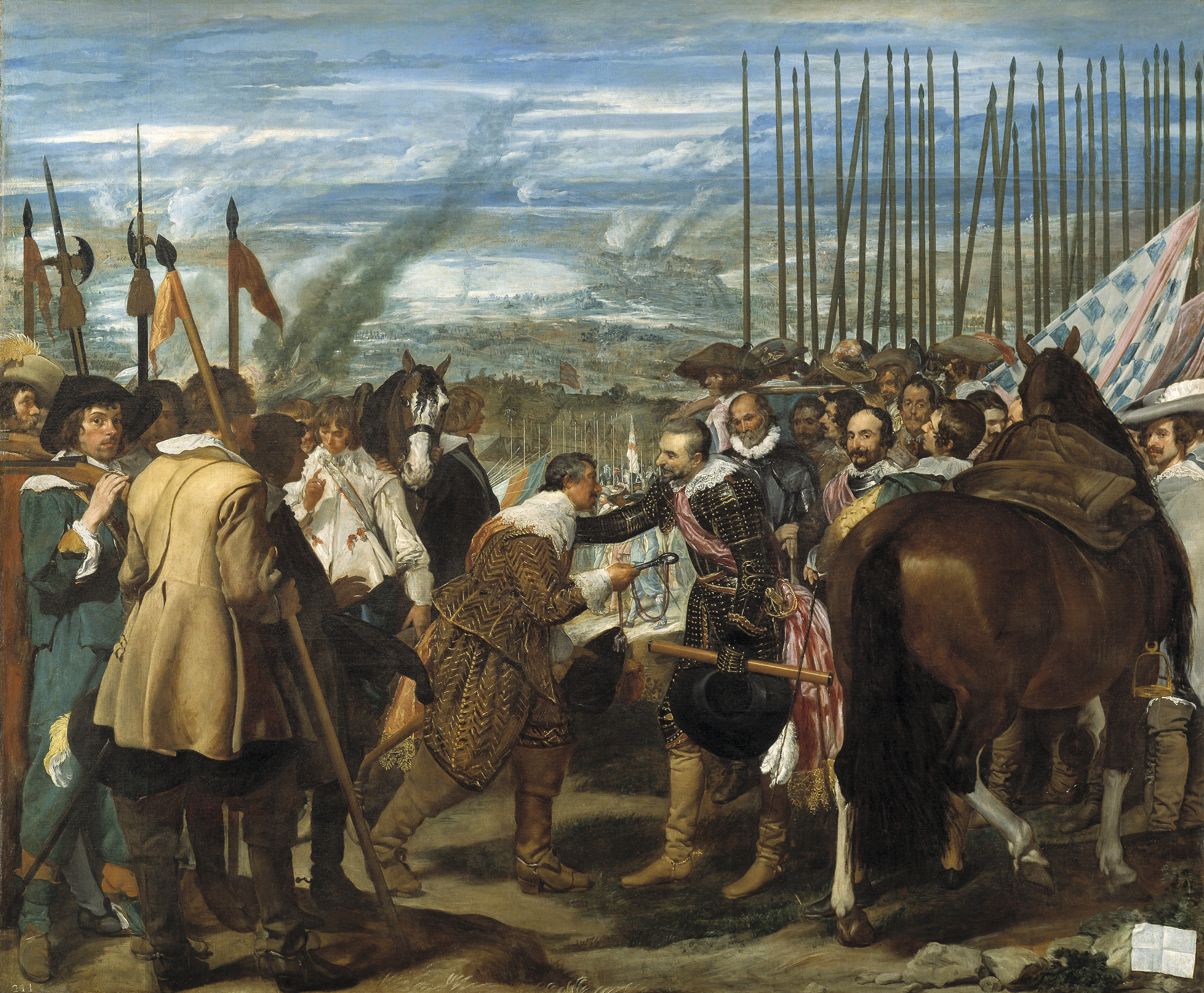
Velázquez – Die Übergabe von Breda

Ambrosio Spinola Doria, Marqués de los Balbases (* 1569 in Genua; † 25. September 1630 in Castelnuovo Scrivia, Piemont), war ein spanischer Heerführer im Achtzigjährigen Krieg. Der aus Genua stammende Adlige wurde in Spanien zum Granden, zum ersten Marqués de Los Balbases und zum Ritter des Ordens vom Goldenen Vlies ernannt. In Italien trug er die Titel Herzog von Sesto und Sanseverino, Fürst von Serravalle, Marchese von Venafro.
Spinola war zunächst ohne nennenswerte militärische Erfahrung – er hatte sich die wichtigsten Kenntnisse seines Berufes aus Büchern erworben. Dennoch wurde er der erfolgreichste spanische Feldherr auf dem niederländischen Kriegsschauplatz zu Anfang des 17. Jahrhunderts. Sein Gegenspieler Prinz Moritz von Oranien soll einmal auf die Frage nach dem bedeutendsten Militärführer geantwortet haben: „Spinola ist der zweite“.

## Leben
Ambrosio (auch: Ambrogio) Spinola war ein Sohn des Filippo Spinola, Marchese von Sesto und Venafro, aus einer mächtigen Genueser Patrizierfamilie, und der Polissena Grimaldi, Tochter des Nicola Grimaldi, Fürst von Salerno. Im 16. Jahrhundert wickelte die Republik Genua die Bankgeschäfte der spanischen Monarchie ab und kontrollierte damit deren Finanzen. Daher traten viele Söhne aus einflussreichen Genueser Handels- und Bankiersfamilien in spanische Dienste, darunter Ambrosios Brüder Fernando Spinola, der 1603 als Generalfeldmarschall in Holland fiel, und Federico Spinola, der als königlich-spanischer Admiral ebenfalls 1603 beim Versuch, die holländische Blockade von Sluis zu durchbrechen, fiel.
Ambrosio Spinola zeichnete sich seit dem Jahr 1599 mehrfach in den Diensten König Philipps III. von Spanien aus und unterstützte mit einem Korps von 9000 Mann alter italienischer und spanischer Truppen, nach Art der früheren Condottieri, den Erzherzog Albrecht VII. von Österreich bei der Belagerung von Ostende (1601–1604).
Hierauf zum Generalleutnant und Kommandierenden aller in den Niederlanden kämpfenden spanischen Truppen ernannt, stand er seit 1605 dem Prinzen Moritz von Oranien in Flandern gegenüber; doch vermochte keiner der beiden einen wesentlichen Vorteil zu erlangen. Im Jahr 1620 von Spanien zur Unterstützung des Kaisers Ferdinand II. gegen die protestantischen Reichsfürsten abgesandt, drang er im August an der Spitze von 23.000 Mann in die Kurpfalz ein und eroberte viele Städte, wurde aber im Jahr 1621 in die Niederlande berufen, wo er wieder gegen Moritz kämpfte.
Durch die Entlassung der wiederholt meuternden italienischen Truppen geschwächt, konnte er den Krieg trotz der Eroberung Jülichs im Jahr 1622 nur in geringem Umfang fortsetzen. Erst im Sommer 1624 war Spinola bereit, die Belagerung von Breda zu beginnen; schließlich zwang er die Verteidiger am 2. Juni 1625 zur Übergabe der Stadt.
Seitdem kränkelnd, musste er den Oberbefehl niederlegen. Nur noch einmal trat er im Jahr 1629 in Italien auf, wo er in dem Streit um das Erbe des Markgrafen von Mantua die Franzosen aus Montferrat vertrieb und sie in der Villa del Casale einschloss. Er starb am 25. September 1630 in Castelnuovo Scrivia.
Spinola wurde, dank seiner Beteiligung an der Belagerung Bergen op Zooms, in dem aus dem 16. Jahrhundert stammenden niederländischen Geusenlied Merck toch hoe sterk genannt.

## Nachkommen
Aus der 1592 geschlossenen Ehe mit Giovanna Bacciadonne, Tochter des Grafen von Galerata, stammten:
- Filippo Spinola, 2. Duca di Sesto, 2. Marqués de Los Balbases (1594–1659), spanischer Kavalleriegeneral, ⚭ Geronima Doria
  - Paolo Spinola Doria (1632–1699), 3. Duca di Sesto, 3. Marqués de Los Balbases, 1668–1670 Gouverneur des Herzogtums Mailand, ⚭ Anna Colonna
    - Felipe Antonio Spinola (1665–1721), 4. Duca di Sesto, 4. Marqués de Los Balbases, 1707–1713 Vizekönig von Sizilien, ⚭ Isabel Maria de la Cerda y Aragón (Tochter von Juan Francisco de la Cerda, 8. Herzog von Medinaceli)
      - Carlos Ambrosio Gaetano Spinola y de la Cerda (1696–1757), 5. Duca di Sesto, 5. Marqués de Los Balbases, spanischer Gesandter in Portugal, Protonotar des Consejo Supremo de Italia, Ritter des Ordens vom Goldenen Vlies, ⚭ Ana Catalina de la Cueva y de la Cerda, Marquesa de Cadreita (Tochter des Francisco Fernández de la Cueva Enríquez, 10. Herzog von Alburquerque)
        - Carlos Joaquín Spínola de la Cueva (1718–1798), 6. Duca di Sesto, 6. Marqués de Los Balbases, ⚭ I) Maria Vittoria Giuseppa Colonna (1721–1777), II) María de Valcárcel y Córoba
          - Fernando Spínola y Colonna (1740–1767)
- Kardinal Agustín Spínola Basadone (1597–1649), 1625 Bischof von Tortosa, 1627 Erzbischof von Granada, 1630 Erzbischof von Santiago de Compostela, 1645 Erzbischof von Sevilla
- Polissena († 1639) ⚭ Diego Mexía Felípez de Guzmán, Marqués de Leganés, Gouverneur von Flandern
  - Gaspar Felípez de Guzmán y Spinola, 2. Marqués de Leganés
  - Ambrosio Ignacio Spínola y Guzmán (1632–1684), Erzbischof von Sevilla